# Inna Zhurakovskaya
Inna Zhurakovskaya –en ruso, Инна Жураковская– (Ilintsi, Unión Soviética, 2 de abril de 1956) es una jinete soviética que compitió en la modalidad de doma. Ganó una medalla de plata en el Campeonato Europeo de Doma de 1991, en la prueba por equipos.

## Palmarés internacional
| Campeonato Europeo | Campeonato Europeo        | Campeonato Europeo | Campeonato Europeo |
| Año                | Lugar                     | Medalla            | Categoría          |
| ------------------ | ------------------------- | ------------------ | ------------------ |
| 1991               | Donaueschingen (Alemania) | Medalla de plata   | Por equipos        |